# 싱가포르의 건축
싱가포르의 건축은 다양한 장소와 시대의 다양한 영향과 스타일을 보여준다. 이는 식민지 시대의 다양한 스타일과 하이브리드 형태부터 전 세계의 트렌드를 통합하는 보다 현대적인 건축 경향까지 다양하다. 미적 및 기술적 측면에서 싱가포르 건축은 보다 전통적인 제2차 세계대전 이전 식민지 시대와 대체로 현대적인 전후 및 식민지 시대 이후로 나눌 수 있다.
싱가포르의 전통 건축물에는 토속적인 말레이 주택, 지역 하이브리드 상점, 흑백 방갈로, 도시 국가의 민족적, 종교적 다양성을 반영하는 다양한 예배 장소뿐만 아니라 유럽 신고전주의, 고딕, 팔라디오, 그리고 르네상스 스타일의 식민지 시민 및 상업 건축물이 포함된다.
싱가포르의 현대 건축은 과도기적인 아르데코 스타일과 철근 콘크리트가 인기 있는 건축 자재로 등장하면서 시작되었다. 국제 스타일의 현대 건축물은 1950년대부터 1970년대까지 특히 공공 주택 아파트 단지에서 인기를 끌었다. 1970년대에는 브루탈리즘(Brutalist) 건축 양식도 인기를 끌었다. 이러한 스타일은 싱가포르 역사상 도시 재개발 및 건축 붐 기간과 일치했으며, 결과적으로 이는 섬에서 볼 수 있는 가장 일반적인 건축 스타일이다.
'역사주의'와 해체주의 모드 모두에서 포스트모던 건축 실험이 1980년대에 등장했지만 스타일은 표현 면에서 상대적으로 조용했다. 또 다른 건축 경향은 싱가포르 건축 유산의 재발견으로, 이는 활발한 보존 프로그램뿐만 아니라 역사적인 건물 복원 산업의 호황을 누리며 종종 건물을 새로운 용도로 개조하는 것이다. 최근 사례로는 싱가포르 국립 박물관이 있다.
지역 혁신의 중요한 영역에는 싱가포르의 열대 기후에 적합한 현대 건축 형태를 개발하려는 노력이 포함되었다. 건축에 대한 이러한 기후에 민감한 접근 방식은 그 뿌리를 현지 말레이 주택으로 거슬러 올라가며 영국 식민지 건축가와 초기 지역 민족주의 건축가가 현대 건축 방법을 사용하여 진정한 지역 건축을 고안하려는 실험을 통해 시작된다. 1980년대, 특히 1990년대 후반부터 이는 '현대 열대' 건축, 또는 신열대 건축이라고 부를 수 있는 건축의 확산으로 이어졌다. 이는 태양열을 받아들이고 가두는 모더니스트 유리 커튼월 대신 금속 또는 목재 루버 형태의 무성한 조경과 매끄러운 차양을 강조하는 것과 결합되어 깨끗하고 단순한 직선형 모더니스트 형태로의 복귀를 포함한다. 이러한 건축적 노력은 지구 온난화, 기후 변화 및 환경 지속 가능성에 대한 우려로 인해 새로운 타당성과 시급성을 띠게 되었다. 특히 건물의 에어컨이 싱가포르에서 가장 큰 전력 소비원 중 하나이며 대부분 화석 연료로 생산된다는 점을 고려하면 더욱 그렇다.

다른 많은 글로벌 도시 및 야심 찬 글로벌 도시와 마찬가지로 1990년대 후반부터 싱가포르 정부는 외국인 관광객, 숙련된 이민자, 투자를 이끌어내기 위해 싱가포르 브랜드 정체성을 강화했다. 이후 이러한 랜드마크 프로젝트가 여러 개 개발되었으며 때로는 공개 또는 비공개 건축 설계 대회를 통해 개발되었다. 여기에는 에스플러네이드(Esplanade) - 베이 예술 센터의 극장, 싱가포르 대법원, 새로운 국립 도서관, 싱가포르, 마리나 베이 샌즈 통합 리조트 및 싱가포르 플라이어(Singapore Flyer)가 포함된다.